# (2277) Moreau
(2277) Moreau es un asteroide perteneciente al cinturón de asteroides, descubierto el 18 de febrero de 1950 por Sylvain Julien Victor Arend desde el Real Observatorio de Bélgica, Uccle.

## Designación y nombre
Designado provisionalmente como 1950 DS. Fue nombrado Moreau en honor al astrónomo belga Fernand Moreau.